# Lignac
Pour les articles homonymes, voir Lignac (homonymie).
Lignac est une commune française située dans le département de l'Indre, en région Centre-Val de Loire.

## Géographie

### Localisation
La commune est située dans le sud-ouest du département, à la limite avec le département de la Vienne. Elle est située dans la région naturelle du Boischaut Sud, au sein du parc naturel régional de la Brenne. Elle occupe la troisième municipalité du département en superficie.
Les communes limitrophes sont : Dunet (5 km), Chaillac (7 km), Tilly (7 km), Chalais (8 km), Prissac (8 km), Coulonges (9 km), Thollet (9 km), Liglet (11 km) et Bélâbre (11 km).
Les communes chefs-lieux et préfectorales sont : Le Blanc (22 km), Saint-Gaultier (24 km), Châteauroux (53 km), La Châtre (60 km) et Issoudun (79 km).

### Hameaux et lieux-dits
Les hameaux et lieux-dits de la commune sont : Tillet, le Four, Château-Guillaume et Aiguefoux.

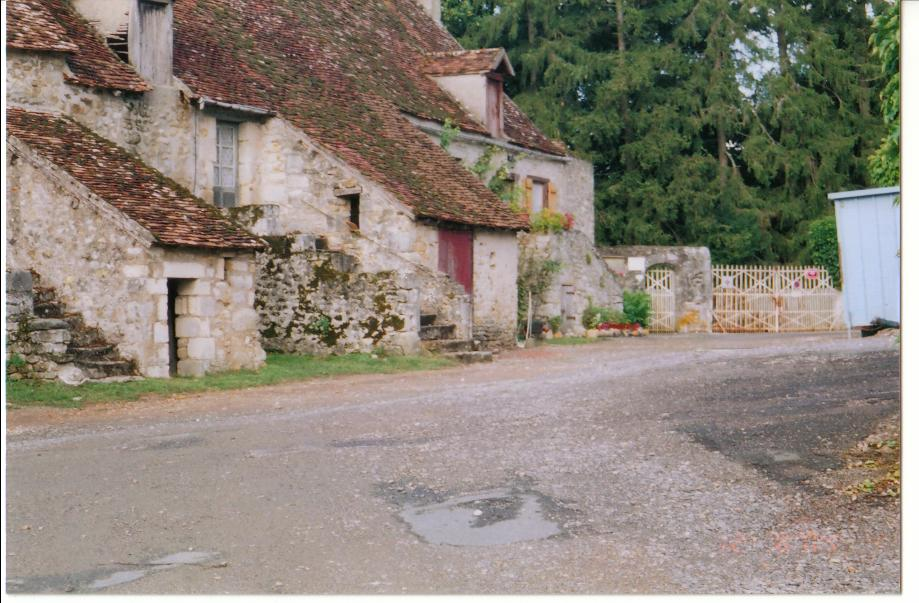
Le lieu-dit Château-Guillaume en 2006.

### Géologie et hydrographie
La commune est classée en zone de sismicité 2, correspondant à une sismicité faible.
Le territoire communal est arrosé par la rivière Anglin.

### Climat
Pour des articles plus généraux, voir Climat du Centre-Val de Loire et Climat de l'Indre.
En 2010, le climat de la commune est de type climat océanique altéré, selon une étude du CNRS s'appuyant sur une série de données couvrant la période 1971-2000. En 2020, Météo-France publie une typologie des climats de la France métropolitaine dans laquelle la commune est toujours exposée à un climat océanique altéré et est dans une zone de transition entre les régions climatiques « Centre et contreforts nord du Massif Central » et « Poitou-Charentes ».
Pour la période 1971-2000, la température annuelle moyenne est de 11,5 °C, avec une amplitude thermique annuelle de 15,1 °C. Le cumul annuel moyen de précipitations est de 820 mm, avec 12,2 jours de précipitations en janvier et 7,1 jours en juillet. Pour la période 1991-2020, la température moyenne annuelle observée sur la station météorologique de Météo-France la plus proche, sur la commune de Chaillac à 7 km à vol d'oiseau, est de 12,3 °C et le cumul annuel moyen de précipitations est de 864,0 mm,. Pour l'avenir, les paramètres climatiques de la commune estimés pour 2050 selon différents scénarios d'émission de gaz à effet de serre sont consultables sur un site dédié publié par Météo-France en novembre 2022.

### Voies de communication et transports
Le territoire communal est desservi par les routes départementales : 15, 32, 32A, 32B, 44, 53, 61 et 118.
La gare ferroviaire la plus proche est la gare d'Argenton-sur-Creuse, à 35 km.
Lignac est desservie par la ligne L du Réseau de mobilité interurbaine.
L'aéroport le plus proche est l'aéroport de Châteauroux-Centre, à 73 km.
Le territoire communal est traversé par le sentier de grande randonnée de pays de la Brenne.

## Urbanisme

### Typologie
Au 1er janvier 2024, Lignac est catégorisée commune rurale à habitat très dispersé, selon la nouvelle grille communale de densité à sept niveaux définie par l'Insee en 2022.
Elle est située hors unité urbaine et hors attraction des villes,.

### Occupation des sols
L'occupation des sols de la commune, telle qu'elle ressort de la base de données européenne d’occupation biophysique des sols Corine Land Cover (CLC), est marquée par l'importance des territoires agricoles (85,6 % en 2018), en diminution par rapport à 1990 (89,4 %). La répartition détaillée en 2018 est la suivante : 
prairies (42,1 %), zones agricoles hétérogènes (26,8 %), terres arables (16,7 %), forêts (14 %), zones urbanisées (0,4 %), milieux à végétation arbustive et/ou herbacée (0,1 %). L'évolution de l’occupation des sols de la commune et de ses infrastructures peut être observée sur les différentes représentations cartographiques du territoire : la carte de Cassini (XVIIIe siècle), la carte d'état-major (1820-1866) et les cartes ou photos aériennes de l'IGN pour la période actuelle (1950 à aujourd'hui).

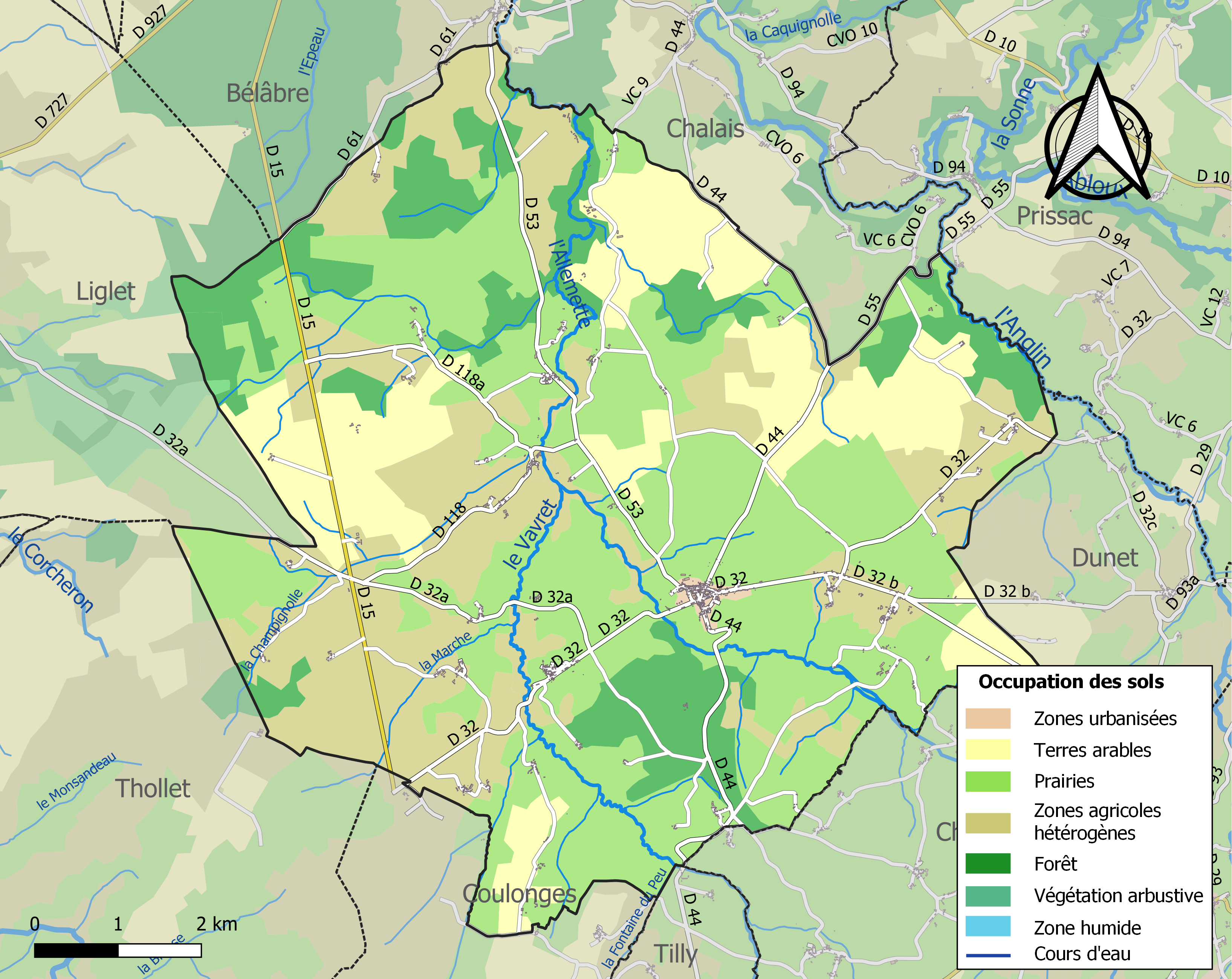
Carte des infrastructures et de l'occupation des sols de la commune en 2018 (CLC).

### Logement
Le tableau ci-dessous présente le détail du secteur des logements de la commune :
| Date du relevé                                              | 2013   | 2015   |
| Nombre total de logements                                   | 478    | 481    |
| Résidences principales                                      | 52,6 % | 49,8 % |
| Résidences secondaires                                      | 27,6 % | 17,9 % |
| Logements vacants                                           | 19,8 % | 32,2 % |
| Part des ménages propriétaires de leur résidence principale | 77,6 % | 78,5 % |

### Risques majeurs
Le territoire de la commune de Lignac est vulnérable à différents aléas naturels : météorologiques (tempête, orage, neige, grand froid, canicule ou sécheresse), feux de forêts, mouvements de terrains et séisme (sismicité faible). Un site publié par le BRGM permet d'évaluer simplement et rapidement les risques d'un bien localisé soit par son adresse soit par le numéro de sa parcelle.
Pour anticiper une remontée des risques de feux de forêt et de végétation vers le nord de la France en lien avec le dérèglement climatique, les services de l’État en région Centre-Val de Loire (DREAL, DRAAF, DDT) avec les SDIS ont réalisé en 2021 un atlas régional du risque de feux de forêt, permettant d’améliorer la connaissance sur les massifs les plus exposés. La commune, étant pour partie dans le massif de Luzeraize, est classée au niveau de risque 4, sur une échelle qui en comporte quatre (1 étant le niveau maximal).

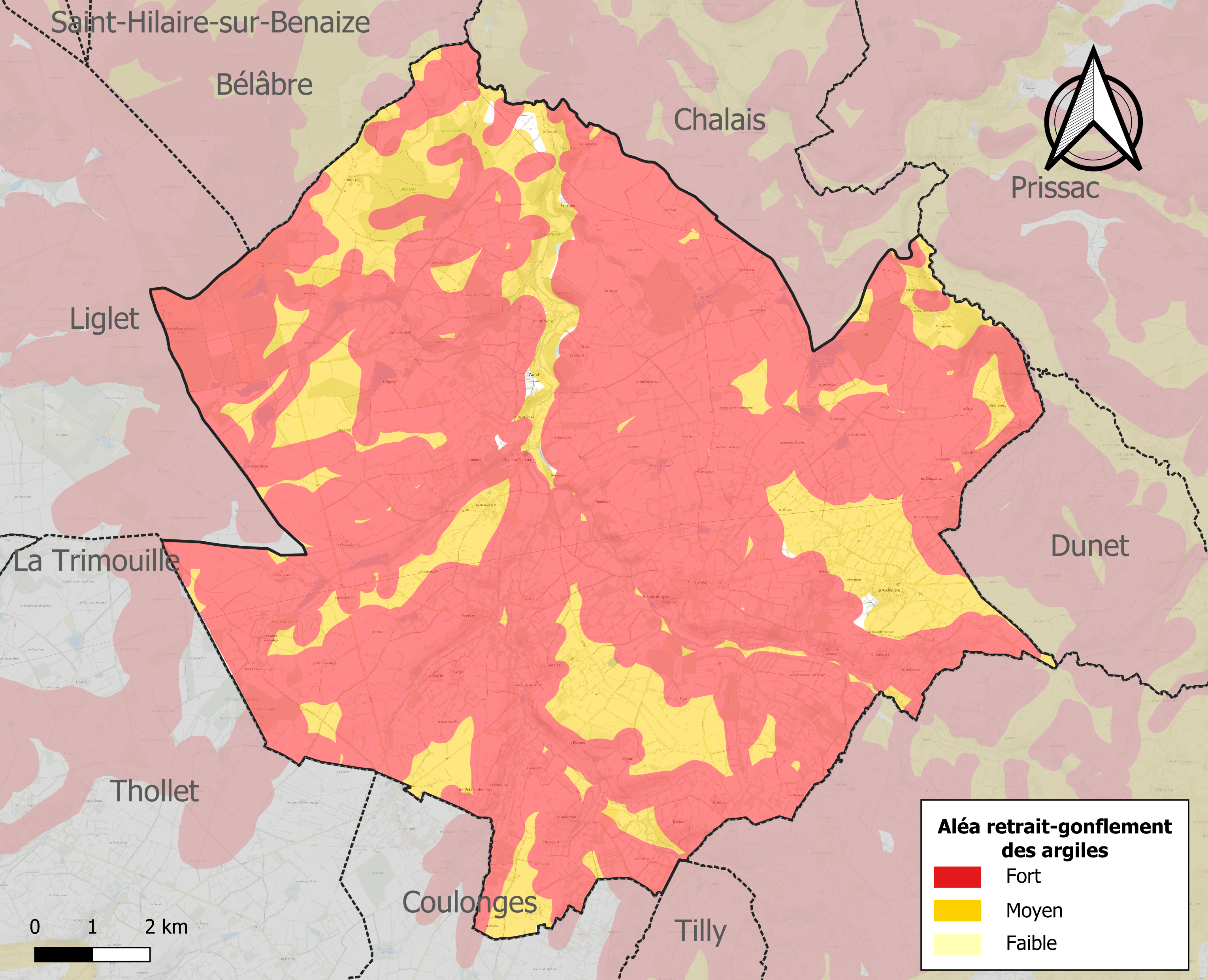
Carte des zones d'aléa retrait-gonflement des sols argileux de Lignac.

Les mouvements de terrains susceptibles de se produire sur la commune sont des tassements différentiels.
Le retrait-gonflement des sols argileux est susceptible d'engendrer des dommages importants aux bâtiments en cas d’alternance de périodes de sécheresse et de pluie. 99,5 % de la superficie communale est en aléa moyen ou fort (84,7 % au niveau départemental et 48,5 % au niveau national). Sur les 477 bâtiments dénombrés sur la commune en 2019, 460 sont en aléa moyen ou fort, soit 96 %, à comparer aux 86 % au niveau départemental et 54 % au niveau national. Une cartographie de l'exposition du territoire national au retrait gonflement des sols argileux est disponible sur le site du BRGM,.
Concernant les mouvements de terrains, la commune a été reconnue en état de catastrophe naturelle au titre des dommages causés par la sécheresse en 1989, 1991, 1992, 2016, 2018, 2019 et 2020 et par des mouvements de terrain en 1999.

## Toponymie
Lignac viendrait du nom Liniacium ou Villa Lini donné sous l'occupation romaine du nom du riche propriétaire terrien Linius.
Durant la Révolution, pour suivre un décret de la Convention (an II), Château-Guillaume change de nom pour Guillaume-Tell.

## Histoire
C'est dans cette commune que se trouve Château-Guillaume. Installé dans la petite vallée de l'Allemette, au cœur du Val d'Anglin, le château Guillaume est une puissante forteresse bâtie entre 1087 et 1112 par Guillaume IX, duc d'Aquitaine. Son fils Guillaume X fait agrandir le donjon au XIIIe siècle, avant que la propriété passe aux mains de la famille de La Trémoille. Démantelé sous Richelieu, il est reconstruit et restauré à la fin du XIXe siècle.
En souvenir de la petite fille de Guillaume IX, on l’appelle parfois le château d'Aliénor d'Aquitaine. On sait également que Du Guesclin combattit à proximité contre les Anglais. Château-Guillaume fut réuni à Lignac en 1819 (ancienne paroisse et commune).
La paroisse relevait jadis de l'abbaye de Saint-Savin. Lignac fut chef-lieu de canton durant la Révolution.
La commune fut rattachée de 1973 à 2015 au canton de Bélâbre.

### Incendie
Le mercredi 18 septembre 2019 dans l’après-midi, deux feux d’espaces naturels se sont déclarés sur le territoire des communes de Lignac et Chalais.
Dans un premiers temps les sapeurs-pompiers de : Bélâbre, Saint-Benoît-du-Sault, Le Blanc, Châteauroux et Argenton-sur-Creuse se sont rendus sur place pour tenter de stopper la progression des flammes. Un travail rendu très difficile en raison notamment d'un vent qui soufflait par intermittence,.
À 18 h, il était signalé une maison touchée par les flammes au lieu-dit le Four  (Lignac) ; alors que la commune de Bélâbre s'apprêtait à recevoir plusieurs dizaines d'habitants de Lignac, dont les habitations sont totalement enfumées.
À 20 h 30, 150 sapeurs-pompiers de l'Indre étaient sur le terrain.
Au plus fort de l’évènement, on dénombrait sur place la présence de 300 sapeurs-pompiers (SDIS : 36, 18, 37, 41, 45 et 49).
Le feu a parcouru près de 800 hectares de végétations diverses.
La gendarmerie a ouvert deux enquêtes à la suite des incendies :
- Chalais : l'origine de l'incendie est accidentel, c'est un tracteur du conseil départemental de l'Indre qui fauchait l'herbe, le long de la RD 44 qui est rentré en contact avec des fils barbelés[28] ;
- Lignac : cause inconnue.

## Politique et administration
La commune dépend de l'arrondissement du Blanc, du canton de Saint-Gaultier, de la première circonscription de l'Indre et de la communauté de communes Marche Occitane - Val d'Anglin.
Elle dispose d'une agence postale communale.
| Période                                  | Période   | Identité            | Étiquette | Qualité                               |
| ---------------------------------------- | --------- | ------------------- | --------- | ------------------------------------- |
| mars 2001                                | mars 2008 | Michelline Tortiget | SE        | ?                                     |
| mars 2008,                               | mai 2016, | Maurice de Vasselot | SE        | Officier de l'armée de terre retraité |
| mai 2016                                 | En cours  | Michèle Ballet      | ?         | ?                                     |
| Les données manquantes sont à compléter. |           |                     |           |                                       |

## Population et société

### Démographie
L'évolution du nombre d'habitants est connue à travers les recensements de la population effectués dans la commune depuis 1793. Pour les communes de moins de 10 000 habitants, une enquête de recensement portant sur toute la population est réalisée tous les cinq ans, les populations de référence des années intermédiaires étant quant à elles estimées par interpolation ou extrapolation. Pour la commune, le premier recensement exhaustif entrant dans le cadre du nouveau dispositif a été réalisé en 2006.

En 2022, la commune comptait 459 habitants, en évolution de −0,86 % par rapport à 2016 (Indre : −3 %, France hors Mayotte : +2,11 %).
| 1793  | 1800  | 1806 | 1821  | 1831  | 1836  | 1841  | 1846  | 1851  |
| ----- | ----- | ---- | ----- | ----- | ----- | ----- | ----- | ----- |
| 1 117 | 1 050 | 969  | 1 559 | 1 635 | 1 755 | 1 724 | 1 810 | 1 853 |

| 1856  | 1861  | 1866  | 1872  | 1876  | 1881  | 1886  | 1891  | 1896  |
| ----- | ----- | ----- | ----- | ----- | ----- | ----- | ----- | ----- |
| 1 962 | 2 007 | 2 093 | 2 124 | 2 071 | 2 138 | 2 120 | 2 076 | 2 108 |

| 1901  | 1906  | 1911  | 1921  | 1926  | 1931  | 1936  | 1946  | 1954  |
| ----- | ----- | ----- | ----- | ----- | ----- | ----- | ----- | ----- |
| 2 015 | 1 919 | 1 836 | 1 530 | 1 508 | 1 405 | 1 336 | 1 269 | 1 126 |

| 1962  | 1968 | 1975 | 1982 | 1990 | 1999 | 2006 | 2011 | 2016 |
| ----- | ---- | ---- | ---- | ---- | ---- | ---- | ---- | ---- |
| 1 057 | 992  | 809  | 706  | 614  | 572  | 572  | 544  | 463  |

| 2021 | 2022 | - | - | - | - | - | - | - |
| ---- | ---- | - | - | - | - | - | - | - |
| 456  | 459  | - | - | - | - | - | - | - |

### Enseignement
La commune dépend de la circonscription académique du Blanc.

### Manifestations culturelles et festivités
Plusieurs fêtes sont organisées durant l'année comme la « fête patronale de la Saint-Christophe » (dernier dimanche de juillet avec fête foraine, brocante, défilé), la « fête de Château-Guillaume » (le premier dimanche d'octobre), le marché de Noël à Château-Guillaume.

### Médias
La commune est couverte par les médias suivants : La Nouvelle République du Centre-Ouest, Le Berry républicain, L'Écho - La Marseillaise, La Bouinotte, Le Petit Berrichon, France 3 Centre-Val de Loire, Berry Issoudun Première, Vibration, Forum, France Bleu Berry et RCF en Berry.

## Économie
La commune se situe dans la zone d’emploi de Châteauroux et dans le bassin de vie du Blanc.
Deux campings sont présents dans la commune :
- le camping Vallée de Lignac qui dispose de 23 emplacements[41] ;
- le camping Parc de la Brenne qui dispose de 35 emplacements[42].

## Culture locale et patrimoine
- Château-Guillaume (XIIe siècle) : il fut transformé au XIIIe et XVIe siècles (monument historique), restauré au XIXe siècle ; vaste enceinte en forme de trapèze flanquée de quatre tours d'angle rondes à mâchicoulis, donjon central carré à contreforts des XIIe et XIVe siècles avec chemin de ronde sur mâchicoulis ; parc de 2,5 ha.
- Ruines d'un château (XVIe siècle)
- Église Saint-Christophe (XIIe et XVe siècles) : elle fut en grande partie reconstruite au XIXe siècle.
- Église de Château-Guillaume (XIIIe siècle)
- Monument aux morts
- Vallon du Vavret
- Forge de Bernier[43]

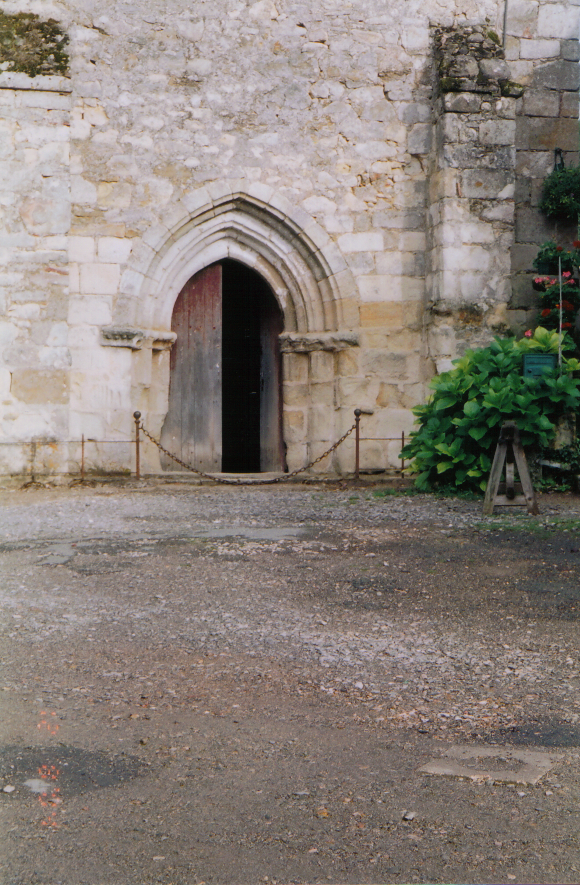
La porte de l'église de Château-Guillaume en 2006.

### Personnalités liées à la commune
- Bernard Le Coq (1950-), acteur français.